# Acusilao
Acusilao de Argos (Ἀκουσίλαος ο Ἀργείος, Peloponeso, Antigua Grecia; Siglo VI a. C. - Siglo V a. C.) fue un logógrafo y mitógrafo griego anterior a las guerras médicas.

## Biografía
Hijo de Cabas de Escabras, vivió en Argos, en el Peloponeso. Tuvo su cénit o época de esplendor (en griego, ἀκμή) alrededor del año 500 a. C., pero su obra sólo ha llegado fragmentariamente y determinados resúmenes y pasajes. 
Posiblemente hubo dos con este nombre, cada uno de un lugar. A veces se le cuenta entre los Siete Sabios de Grecia. 
Acusilao declaró haber tomado parte de la información que transmite unas tablillas descubiertas en su jardín que tenían inscritas información genealógica, fuente que ha sido puesta en duda por los críticos modernos.

## Obras
Escribió unas Genealogías, que son una corrección de los temas narrados por Hesíodo. Fue un intento de escribirlos en prosa. Escribió en dialecto jonio sin un estilo cuidado.